# République tchèque aux Jeux olympiques d'été de 2008
La République tchèque participe aux Jeux olympiques d'été de 2008 à Pékin.

## Liste des médaillés tchèques

### Médailles d'or
| Sport              | Discipline                     | Sportifs           | Performance        |
| Médailles d'or : 3 | Médailles d'or : 3             | Médailles d'or : 3 | Médailles d'or : 3 |
| ------------------ | ------------------------------ | ------------------ | ------------------ |
| Tir                | Carabine 10 m air comprimé (F) | Katerina Emmons    | 103,5 pts          |
| Tir                | Trap (H)                       | David Kostelecky   | 146 pts            |
| Athlétisme         | Lancer du javelot (F)          | Barbora Špotáková  | 71,42 m            |

### Médailles d'argent
| Sport                  | Discipline                    | Sportifs                      | Performance            |
| Médailles d'argent : 3 | Médailles d'argent : 3        | Médailles d'argent : 3        | Médailles d'argent : 3 |
| ---------------------- | ----------------------------- | ----------------------------- | ---------------------- |
| Tir                    | Carabine 50 m 3 positions (F) | Kateřina Emmons               | 687,7 pts              |
| Canoë-kayak            | Canoë biplace C2 (H)          | Jaroslav Volf Ondrej Stepanek | 192 s 89               |
| Aviron                 | 1 de couple (H)               | Ondřej Synek                  | 7 min 0 s 63           |

### Médailles de bronze
| Sport                   | Discipline              | Sportifs                | Performance             |
| Médailles de bronze : 1 | Médailles de bronze : 1 | Médailles de bronze : 1 | Médailles de bronze : 1 |
| ----------------------- | ----------------------- | ----------------------- | ----------------------- |
| Lutte gréco-romaine     | Moins de 95 kg (H)      | Marek Švec              |                         |

## Engagés de République tchèque par sport

### Athlétisme

#### Hommes
| Athlètes         | Discipline            | Résultat                                                              |
| ---------------- | --------------------- | --------------------------------------------------------------------- |
| Lukáš Milo       | 100 m                 | 10 s 52 (5e de la série 5 → éliminé)                                  |
| Jiří Vojtíkk     | 200 m                 | 21 s 05 (4e de la 1re série → éliminé)                                |
| Rudolf Götz      | 400 m (B)             | 46 s 38 (6e de la série 4 → éliminé)                                  |
| Jakub Holuša     | 800 m (B)             | 1 min 48 s 19 (3e de la série 6 → éliminé)                            |
| Stanislav Sajdok | 110 m haies (A)       | 13 s 89 (6e de la série 4 → éliminé)                                  |
| Petr Svoboda     | 110 m haies (A)       | séries : 13 s 43(Q) - 1/4 : 13 s 41 (Q) - 1/2 : 13 s 60 (7e →éliminé) |
| Roman Bílek      | 50 km marche (A)      | 4 h 18 min 32 s (45e)                                                 |
| Jaroslav Bába    | saut en hauteur (A)   | 2,29 m (6e)                                                           |
| Tomáš Janků      | saut en hauteur (A)   | 2,29 m (7e)                                                           |
| Jan Kudlička     | saut à la perche (A)  | série A : 5,65 m Q(6e) - Finale : 5,45 m (10e)                        |
| Štěpán Janáček   | saut à la perche (A)  | 5,30 m (18e de la série B → éliminé)                                  |
| Roman Novotný    | saut en longueur (A)  | qualifications : 7,94 m q(5e du groupe B) - Finale : 8,00 m (8e)      |
| Petr Stehlíkk    | lancer du poids (B)   | qualifications : 19,41 m (15e du groupe B → éliminé)                  |
| Jan Marcell      | lancer du disque (B)  | qualifications : 59,52 m (16e du groupe A → éliminé)                  |
| Lukáš Melich     | lancer du marteau (B) | qualifications : 70,56 m (14e du groupe A → éliminé)                  |
| Vítězslav Veselý | lancer du javelot (B) | Qualifications : 81,20 m q (5e du groupe B) - Finale : 76,76 m (12e)  |
| Roman Šebrle     | décathlon (A)         | 6e avec 8241 points                                                   |

#### Femmes
| Athlètes                  | Discipline            | Résultat                                                           |
| ------------------------- | --------------------- | ------------------------------------------------------------------ |
| Lucie Škrobáková          | 100m haies (A)        | 13 s 18 (6e de la 1re série → éliminée)                            |
| Zuzana Hejnová            | 400 m haies (A)       | Séries : 55s 91 Q - 1/2 finale : 55 s 17 Q - Finale : 54 s 97 (7e) |
| Zuzana Schindlerová       | 20 km marche (A)      | 1 h 32 min 57 s (27e)                                              |
| Romana Dubnová            | saut en hauteur (A)   | qualifications : 1,93 m (6e du groupe A) - Finale : 1,89 m (15e)   |
| Iva Straková              | saut en hauteur (A)   | qualifications : 1,93 m (5e du groupe B) - Finale : 1,93 m (12e)   |
| Kateřina Baďurová         | saut à la perche (B)  | aucune marque → éliminée                                           |
| Martina Šestáková         | triple saut (B)       | aucune marque → éliminée                                           |
| Věra Pospíšilová-Cechlová | Lancer du disque (A)  | qualifications : 61,61 m Q - Finale : 61,75 m (5e)                 |
| Lenka Ledvinová           | Lancer du marteau (B) | qualifications : 67,17 m (13e du groupe B → éliminée)              |
| Barbora Špotáková         | Lancer du javelot (A) | qualifications : 67,69 m Q - Finale : 71,42 m                      |
| Jarmila Klimešová         | Lancer du javelot (A) | qualifications : 57,25 m (10e du groupe B → éliminée)              |
| Denisa Ščerbová           | heptathlon (A)        | n'a participé qu'au 100 m et au saut en hauteur                    |

### Aviron

#### Hommes
- Ondřej Synek (skiff)
- Václav Chalupa (deux sans barreur)
- Jakub Makovička (deux sans barreur)
- Michal Horváth (quatre de pointe sans barreur)
- Karel Neffe (quatre de pointe sans barreur)
- Milan Bruncvík (quatre de pointe sans barreur)
- Karel Neffe (quatre de pointe sans barreur)
- David Jirka (quatre de couple)
- Milan Doleček (quatre de couple)
- Jakub Hanák (quatre de couple)
- Petr Vitásek (quatre de couple)

#### Femmes
- Mirka Knapková (skiff)
- Jitka Antošová (deux de couple)
- Gabriela Vařeková (deux de couple)

| Athlète(s)                                         | Compétition         | Série         | Série | Quart de finale | Quart de finale | Demi-finale   | Demi-finale | Finale                 | Finale            |
| Athlète(s)                                         | Compétition         | Temps         | Rang  | Temps           | Rang            | Temps         | Rang        | Temps                  | Rang              |
| -------------------------------------------------- | ------------------- | ------------- | ----- | --------------- | --------------- | ------------- | ----------- | ---------------------- | ----------------- |
| Ondřej Synek                                       | Skiff               | 7 min 23 s 94 | 1er   | 6 min 50 s 23   | 1er             | 7 min 03 s 57 | 1er         | Finale A 7 min 00 s 63 | Médaille d'argent |
| David Jirka Milan Dolecek Jakub Hanák Petr Vitasek | Quatre de couple    | 6 min 00 s 98 | 5e    | 6 min 04 s 95   | 3e              | 5 min 56 s 38 | 4e          | -                      | -                 |
| Jakub Makovička                                    | Deux sans barreur   | 6 min 52 s 50 | 3e    | NC              | NC              | 6 min 37 s 88 | 4e          | Finale B 6 min 52 s 57 | 2e                |
| Václav Chalupa                                     | Deux sans barreur   | 6 min 52 s 50 | 3e    | NC              | NC              | 6 min 37 s 88 | 4e          | Finale B 6 min 52 s 57 | 2e                |
| Gruber Horvath Bruncvik Karel Neffe                | Quatre sans barreur | 6 min 10 s 36 | 4e    | 5 min 58 s 69   | 1er             | 5 min 58 s 02 | 2e          | 6 min 16 s 56          | 5e                |

### Badminton
- Simple dames : Kristina Ludíková¡
- Simple messieurs : Petr Koukal

#### Hommes
[modifier | modifier le code]
| Épreuve | Athlète     | 32éme de Finale               | 16éme de Finale | Huitième de Finale | Quarts de finale | Demi-finales | Finale/ 3e place |
| Épreuve | Athlète     | Résultats                     | Résultat        | Résultat           | Résultat         | Résultat     | Résultat         |
| ------- | ----------- | ----------------------------- | --------------- | ------------------ | ---------------- | ------------ | ---------------- |
| Simple  | Petr Koukal | Smith 1-2 (21/10-12/21-15/21) | -               | -                  | -                | -            | -                |

### Basket-ball
- L'équipe féminine s'est qualifiée lors du Tournoi préolympique de basket-ball 2008

#### Femmes
- Kateřina Elhotová
- Michala Hartigová
- Romana Hejdová
- Petra Kulichová
- Hana Machová
- Markéta Mokrošová
- Miloslava Svobodová
- Edita Šujanová
- Michaela Uhrová
- Ivana Večeřová
- Jana Veselá
- Eva Vítečková

### Canoë-kayak

#### Slalom
- Hommes :
  - Stanislav Jezek (C1)
  - Vavřinec Hradílek (K1)
  - Jaroslav Volf et Ondřej Štěpánek (C2)

- Femme :
  - Štěpánka Hilgertová (K1)

| Athlète           | Compétition | Éliminatoires | Éliminatoires | Demi-finales | Demi-finales | Finale A   | Finale A          |
| Athlète           | Compétition | Temps         | Rang          | Temps        | Rang         | Temps      | Rang              |
| ----------------- | ----------- | ------------- | ------------- | ------------ | ------------ | ---------- | ----------------- |
| Vavřinec Hradilek | K1          | 172.02 pts    | 7e            | 88.97 pts    | 11e          | -          | -                 |
| Stanislav Ježek   | C1          | 172.09 pts    | 4e            | 89.85 pts    | 2e           | 182.29 pts | 5e                |
| Ondřej Štěpánek   | C2          | 190.94 pts    | 4e            | 95.33 pts    | 3e           | 192.89 pts | Médaille d'argent |
| Jaroslav Volf     | C2          | 190.94 pts    | 4e            | 95.33 pts    | 3e           | 192.89 pts | Médaille d'argent |

#### En ligne
- Femmes :
  - Michala Mrůzková (K1 500m)
  - Jana Blahová Michala Mrůzková (K2 500m)

### Cyclisme

#### Route

##### Hommes
- Petr Benčík
- Roman Kreuziger

| Athlète         | Compétition     | Temps         | Rang |
| --------------- | --------------- | ------------- | ---- |
| Roman Kreuziger | Course en ligne | 6 h 26 min 35 | 44e  |
| Petr Benčík     | Course en ligne | 6 h 39 min 42 | 74e  |

#### Piste

##### Hommes
- Tomáš Bábek (vitesse par équipes)*
- Adam Ptáčník (vitesse par équipes)*
- Denis Špička (vitesse par équipe)*
- Milan Kadlec (course aux points, américaine)
- Alois Kaňkovský (américaine)

##### Femmes
- Lada Kozlíková (Poursuite individuelle, course aux points).

* : un des 3 concurrents disputera le Keirin et le sprint individuel
| Athlète      | Compétition | 1er round | Repêchage | Demi-Finales | Finale |
| Athlète      | Compétition | Rang      | Rang      | Rang         | Rang   |
| ------------ | ----------- | --------- | --------- | ------------ | ------ |
| Denis Spicka | Keirin      | 4e        | 2e        | -            | -      |

| Athlète      | Compétition   | Qualification        | Qualification | 1/16 de finale (Repêchage)      | 1/8 de finale (Repêchage)       | Quart de finale                 | Demi-finale                     | Finale                          | Finale |
| Athlète      | Compétition   | Temps Vitesse (km/h) | Rang          | Adversaire Temps Vitesse (km/h) | Adversaire Temps Vitesse (km/h) | Adversaire Temps Vitesse (km/h) | Adversaire Temps Vitesse (km/h) | Adversaire Temps Vitesse (km/h) | Rang   |
| ------------ | ------------- | -------------------- | ------------- | ------------------------------- | ------------------------------- | ------------------------------- | ------------------------------- | ------------------------------- | ------ |
| Adam Ptáčník | Sprint hommes | 10 s 569             | 19e           | -                               | -                               | -                               | -                               | -                               | -      |

| Athlète      | Compétition         | Qualification        | Qualification | Demi-finale                     | Finale                          | Finale |
| Athlète      | Compétition         | Temps Vitesse (km/h) | Rang          | Adversaire Temps Vitesse (km/h) | Adversaire Temps Vitesse (km/h) | Rang   |
| ------------ | ------------------- | -------------------- | ------------- | ------------------------------- | ------------------------------- | ------ |
| Tomáš Bábek  | Vitesse par équipes | 45 s 678             | 11e           | -                               | -                               | -      |
| Adam Ptáčník | Vitesse par équipes | 45 s 678             | 11e           | -                               | -                               | -      |
| Denis Spicka | Vitesse par équipes | 45 s 678             | 11e           | -                               | -                               | -      |

| Athlète         | Compétition           | Points | Rang |
| --------------- | --------------------- | ------ | ---- |
| Milan Kadlec    | Course aux points     | 20     | 9e   |
| Milan Kadlec    | Course à l'américaine | 3      | 13e  |
| Alois Kaňkovský | Course à l'américaine | 3      | 13e  |

#### VTT

##### Hommes
- Jaroslav Kulhavý

| Athlète          | Compétition              | Temps           | Rang |
| ---------------- | ------------------------ | --------------- | ---- |
| Jaroslav Kulhavý | Cross-country VTT hommes | 2 h 03 min 20 s | 18e  |

##### Femmes
- Tereza Huříková

#### BMX

##### Hommes
- Michal Prokop

##### Femmes
- Jana Horáková

| Athlète       | Compétition | Qualifications | Qualifications | Quarts de finale | Quarts de finale | Quarts de finale | Quarts de finale | Quarts de finale | Demi-finales | Demi-finales | Demi-finales | Demi-finales | Demi-finales | Finale   | Finale |
| Athlète       | Compétition | Résultat       | Rang           | Manche 1         | Manche 2         | Manche 3         | Total            | Rang             | Manche 1     | Manche 2     | Manche 3     | Total        | Rang         | Résultat | Rang   |
| ------------- | ----------- | -------------- | -------------- | ---------------- | ---------------- | ---------------- | ---------------- | ---------------- | ------------ | ------------ | ------------ | ------------ | ------------ | -------- | ------ |
| Michal Prokop | BMX hommes  | 36 s 689       | 20e            | 7                | 7                | 4                | 18               | 6e               | -            | -            | -            | -            | -            | -        | -      |

### Gymnastique

#### Hommes
- Tomáš Konečný

#### Femmes
- Kristýna Pálešová

#### Trampoline

##### Femmes
- Lenka Honzáková

### Judo

#### Hommes
- Moins de 60 kg : Pavel Petříkovv
- Moins de 73 kg : Jaromír Ježek

### Lutte

#### Hommes
- Lutte Gréco-Romaine 96 kg : Marek Švec

### Sports aquatiques

#### Natation

##### Hommes
- Martin Verner : 100 m
- Květoslav Svoboda : 200 m, 400 m, 200 m dos
- Jiří Jedlička : 100 m brasse, 200 m brasse,
- Michal Rubáček : 100 m papillon, 200 m papillon
- Tomáš Fučík : 200 m 4 nages, 100 m dos

##### Femmes
- Sandra Kazíková¡ : 50 m
- Jana Klusáčková : 100 m
- Petra Klosová : 100 m dos

#### Nage en eau libre

##### Hommes
- Rostislav Vítekk

##### Femmes
- Jana Pechanová

#### Natation synchronisée
- Duo
  - Soňa Bernardová
  - Alžběta Dufková

### Pentathlon moderne

#### Hommes
- Libor Capalini
- David Svoboda

#### Femmes
- Lucie Grolichová

### Tennis

#### Hommes
- Simple
  - Tomáš Berdych
  - Radek Štěpánek
  - Ivo Minář
  - Jiří Vaněk
- Double
  - Tomáš Berdych
  - Radek Štěpánek
  - Martin Damm
  - Pavel Vízner

#### Femmes
- Simple
  - Nicole Vaidišová
  - Iveta Benešová
  - Lucie Šafářová
  - Klára Zakopalová

- Double :
  - Nicole Vaidišová
  - Iveta Benešová
  - Lucie Šafářová
  - Petra Kvitová

### Tennis de table

#### Hommes
- Petr Korbel (simple)

#### Femmes
- Dana Hadačová (simple)

### Tir

#### Hommes
- Václav Haman (10 m air rifle, 50 m rifle 3 positions)
- Miroslav Varga (50 m rifle prone)
- Tomáš Jeřábek (50 m rifle 3 positions, 50 m rifle prone)
- Martin Tenk (50 m pistol)
- Martin Podhráský (25 m rapid fire pistol)
- Martin Strnad (25 m rapid fire pistol)
- David Kostelecký (trap)
- Jan Sychra (skeet)

#### Femmes
- Katerina Emmons (10 m air rifle), (50 m rifle 3 positions)
- Pavla Kalná (10 m air rifle)
- Adéla Sýkorová (50 m rifle 3 positions)
- Lenka Marušková (10 m air pistol, 25 m pistol)
- Michaela Musilová (10 m air pistol, 25 m pistol)

### Tir à l'arc

#### Hommes
- Martin Bulíř

#### Femmes
- Barbora Horáčková

### Triathlon

#### Hommes
- Filip Ospalý

#### Femmes
- Vendula Frintová
- Lenka Zemanová

### Voile

#### Hommes
- Laser Standard : Martin Trčka
- Finn : Michael Maier

#### Femmes
- 470 femmes : Lenka Mrzílková
- 470 femmes : Lenka Šmídová